# Yvon Ambrose
Yvon Ambrose (* 30. August 1942 in Puducherry, Indien) ist ein indischer Geistlicher und emeritierter römisch-katholischer Bischof von Tuticorin.

## Leben
Yvon Ambrose empfing am 23. Dezember 1967 das Sakrament der Priesterweihe.
Am 1. April 2005 ernannte ihn Papst Johannes Paul II. zum Bischof von Tuticorin. Der Apostolische Nuntius in Indien, Erzbischof Pedro López Quintana, spendete ihm am 18. Mai desselben Jahres die Bischofsweihe; Mitkonsekratoren waren der Erzbischof von Madurai, Peter Fernando, und der Erzbischof von Pondicherry und Cuddalore, Antony Anandarayar.
Papst Franziskus nahm am 17. Januar 2019 seinen altersbedingten Rücktritt an.